# Epilobium platystigmatosum
Epilobium platystigmatosum är en dunörtsväxtart som beskrevs av C. B. Robinson. Epilobium platystigmatosum ingår i släktet dunörter, och familjen dunörtsväxter. Inga underarter finns listade i Catalogue of Life.